# Platja dels Peixets
La platja dels Peixets és una platja d'Alboraia, a València. Està situada entre la desembocadura del barranc del Carraixet i la platja de la Patacona.
És l'única platja no urbanitzada del terme municipal d'Alboraia. Té 690 m de longitud i uns 30 m d'amplada i està composta per arena daurada i grava. No té equip de salvament ni senyalització.
En aquesta platja es troba l'Ermita dels Peixets, a l'entorn de la qual se celebra una de les festes més importants i característiques d'Alboraia, la festa del Miracle dels Peixets.

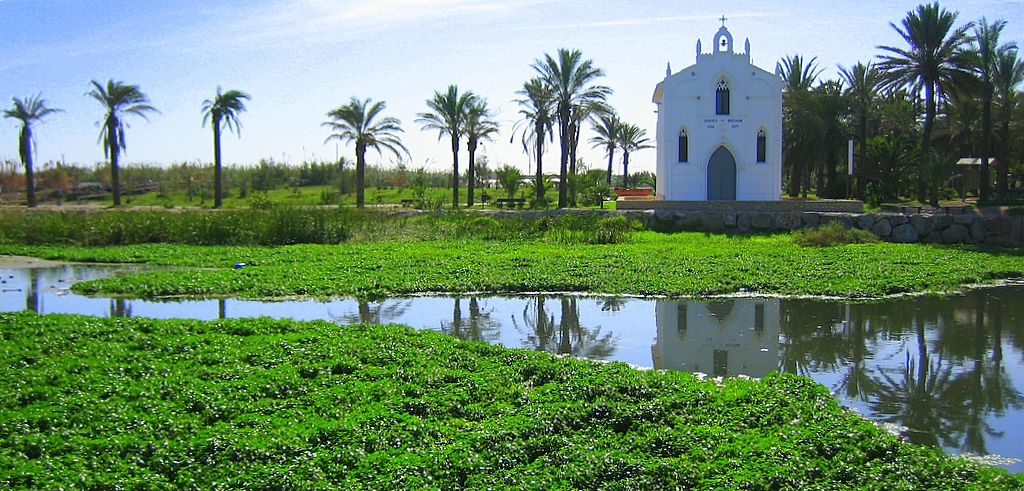
Ermita del Miracle dels Peixets